# George Wassouf
George Wassouf, född 1961 i Syrien, är en sångare som sjunger en blandning av modern pop och folkmusik.